# Добрынев
Добры́нев (укр. Добринів) — село в Рогатинской городской общине Ивано-Франковского района Ивано-Франковской области Украины.
Население по данным 2025 года составляет 491 человек. Население по переписи 2001 года составляло 840 человек. Занимает площадь 27,625 км². Почтовый индекс — 77025. Телефонный код — 03435.